# Semaeomyia kiefferi
Semaeomyia kiefferi är en stekelart som beskrevs av Bradley 1908. Semaeomyia kiefferi ingår i släktet Semaeomyia och familjen hungersteklar. Inga underarter finns listade i Catalogue of Life.